# Label’Vie
Label’Vie S.A. (früher Hyper S.A.) ist ein marokkanisches Unternehmen mit Sitz in Rabat. Es ist im Einzelhandel tätig. Das Unternehmen bietet Lebensmittel und Non-Food-Produkte (Kosmetika, Textilien, Computerprodukte, Haushaltsgeräte, Freizeitartikel usw.) an. Das Unternehmen verfügt über ein Netz von 136 Verkaufsstellen in 26 Städten in Marokko. Es betreibt verschiedene Supermärkte unter den Marken Carrefour Maroc, Carrefour Market, Carrefour Express, Carrefour Gourmet und Atacadão.
Das Unternehmen ist gegenwärtig auf die Formate Hypermarkt und Supermarkt ausgerichtet. Im letzteren Segment ist Label'Vie in Marokko Marktführer.
Die Aktien sind an der Bourse de Casablanca notiert und sowohl Teil des Moroccan All Shares Index (MASI) als auch seit dem 12. November 2024 des MASI 20, dem Index der 20 meistgehandelten Unternehmen.

## Geschichte
Drei junge Hochschulabsolventen, Zouhair Bennani, Adnane Benchekroun und Rachid Hadni, kehrten nach ihrem Informatikstudium in den 1980er Jahren nach Marokko zurück. Da der Technologiesektor jedoch nicht sehr entwickelt war und sie keine Arbeit fanden, suchten sie nach anderen Tätigkeitsmöglichkeiten. Sie wandten sich dem Einzelhandel zu. Da sie über sehr wenig Wissen über den Markt verfügten, gerieten sie schnell in Finanzierungsprobleme. Freunde und Familie unterstützten sie jedoch finanziell. So gründeten sie 1985 das Unternehmen Hyper S.A. und eröffneten am 13. Juni 1986 den ersten Hypermarkt in Rabat.
Anfang der 1990er Jahre befand sich das Unternehmen mit drei Geschäften (zwei in Rabat und eines in Casablanca) noch immer in Schwierigkeiten. Adnane Benchekroun verließ das Unternehmen. Zouhair Bennani und Rachid Hadni setzten die Tätigkeit jedoch fort. Mit neuen finanziellen Mitteln erwarben sie 1995 eine Filiale in Hay Riad und 1999 eine in Agdal. Im Jahr 2001 wurde Hyper S.A. in Label'Vie umbenannt. Im Jahr 2003 kaufte Label'Vie die SuperSol-Supermärkte in Marokko. Zu diesem Zeitpunkt hatte das Unternehmen einen Jahresumsatz von 100 Millionen Dirham und 150 Mitarbeiter. Im Jahr 2008 erfolgte der Börsengang, der 524 Millionen Dirham einbrachte.
Im Jahr 2009 unterzeichnete Label'Vie einen Franchisevertrag mit der französischen Supermarktkette Carrefour, der ihr die Exklusivrechte für den Betrieb der Carrefour-Marken in Marokko einräumt. Diese Partnerschaft hat zur Umwandlung bestehender Label'Vie-Supermärkte in Carrefour Supermärkte geführt. Am 15. November 2010 erwarb das Unternehmen 100 % der Aktien der Metro Cash and Carry Morocco Group für 1,2 Mrd. Dirham. Dadurch gingen 8 Verkaufsstellen in sieben marokkanischen Städten in den Besitz von Label'Vie über.
Im Jahr 2011 wurden die Label'vie-Supermärkte nach und nach in Carrefour Market Label'Vie umgewandelt.
Der Mitbegründer Rachid Hadni ist im Jahr 2023 noch Vorstandsvorsitzender der Aktiengesellschaft.